# 羅特里斯特

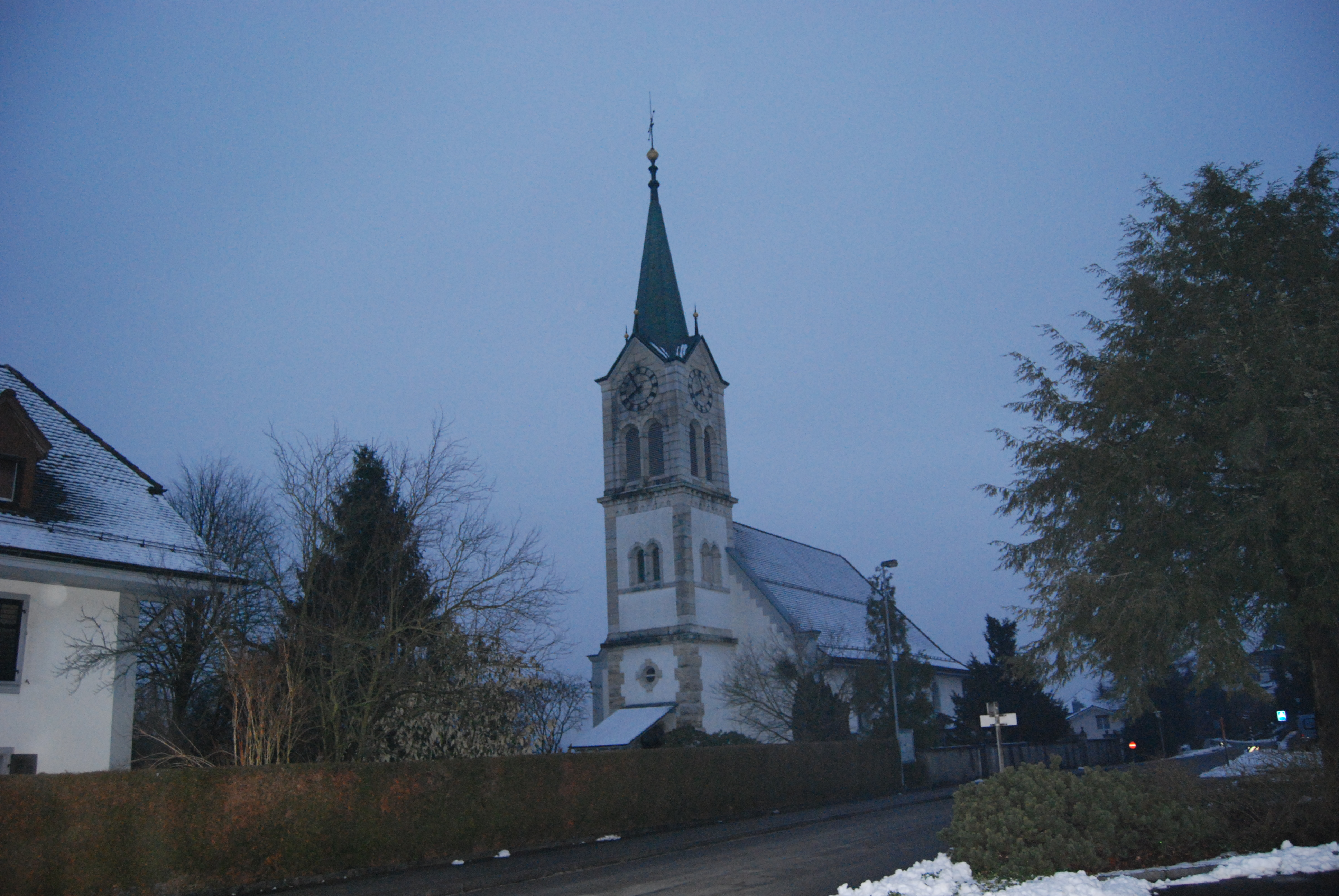

羅特里斯特是瑞士的城鎮，位於該國北部，由阿爾高州負責管轄，面積11.84平方公里，海拔高度411米，2012年人口8,050，五成半人口信奉基督教，人口密度每平方公里680人。